# Makinami (1942)
El Makinami (巻波 ola rompiente?) fue un destructor de la clase Yūgumo. Sirvió en la Armada Imperial Japonesa durante la Segunda Guerra Mundial. 

## Historia
Durante la noche del 24 al 25 de noviembre de 1943, el Makinami se encontraba realizando una misión de evacuación de tropas a Buka junto a otros destructores cuando fue hundido en la Batalla del Cabo San Jorge.
Empleando su radar, los destructores estadounidenses USS Charles Ausburne (DD-570), USS Claxton (DD-571) y USS Dyson (DD-572) lanzaron sus torpedos sin ser avistados por los japoneses, alcanzando al Makinami y dejándolo sin propulsión, tras lo que fue hundido por fuego artillero del USS Converse (DD-509) y el USS Spence (DD-512), en la posición (05°14′S 153°50′E / -5.233, 153.833). Tan sólo hubo 28 supervivientes.

## Oficial al mando
- Jefe de equipamiento - Capitán de navío Toyoji Hitomi - 30 de junio de 1942 - 18 de agosto de 1942
- Capitán de navío Toyoji Hitomi - 18 de agosto de 1942 - 25 de noviembre de 1943 (caído en combate)